# Paradelphomyia costaricensis
Paradelphomyia costaricensis är en tvåvingeart som först beskrevs av Alexander 1922.  Paradelphomyia costaricensis ingår i släktet Paradelphomyia och familjen småharkrankar.
Artens utbredningsområde är Costa Rica. Inga underarter finns listade i Catalogue of Life.